# Luxemburg (Wisconsin)
Luxemburg is een plaats (village) in de Amerikaanse staat Wisconsin, en valt bestuurlijk gezien onder Kewaunee County.

## Demografie
Bij de volkstelling in 2000 werd het aantal inwoners vastgesteld op 1935. In 2006 is het aantal inwoners door het United States Census Bureau geschat op 2241, een stijging van 306 (15,8%).

## Geografie
Volgens het United States Census Bureau beslaat de plaats een oppervlakte van 5,4 km², geheel bestaande uit land. Luxemburg ligt op ongeveer 218 m boven zeeniveau.

## Plaatsen in de nabije omgeving
De onderstaande figuur toont nabijgelegen plaatsen in een straal van 24 km rond Luxemburg.